# إليتشي
إليتشي (بالإيطالية: Elice)‏ هي بلدية في مقاطعة بسكارا في إقليم أبروتسو الإيطالي.

## السكان
في سنة 1861 بلغ عدد السكان 1٬811 نسمة، وتطور العدد ليصل في سنة 2018 لـ 1٬707 نسمة.
يظهر هذا المخطط البياني تطور النمو السكاني لـ إليتشي

## معرض صور

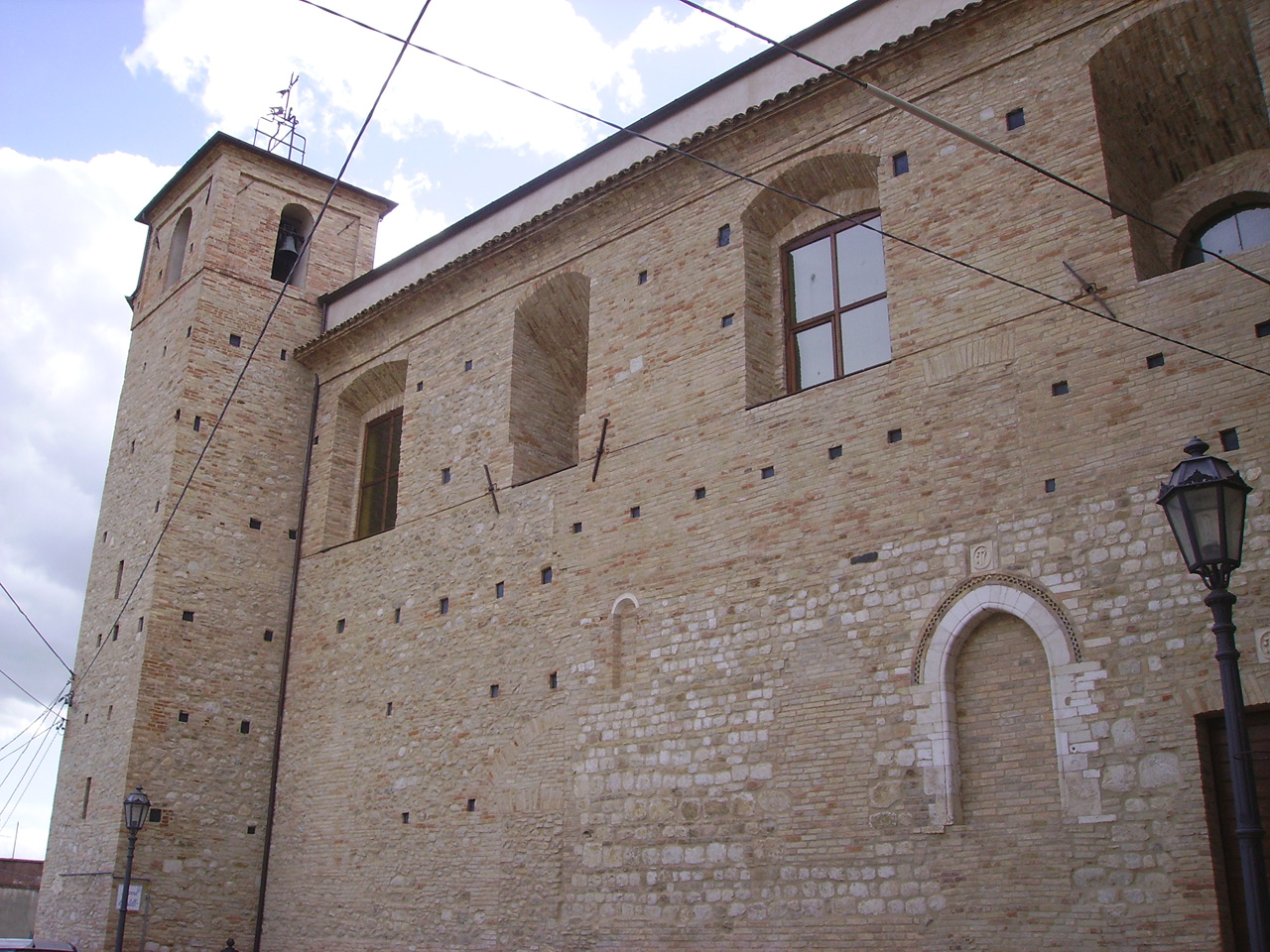
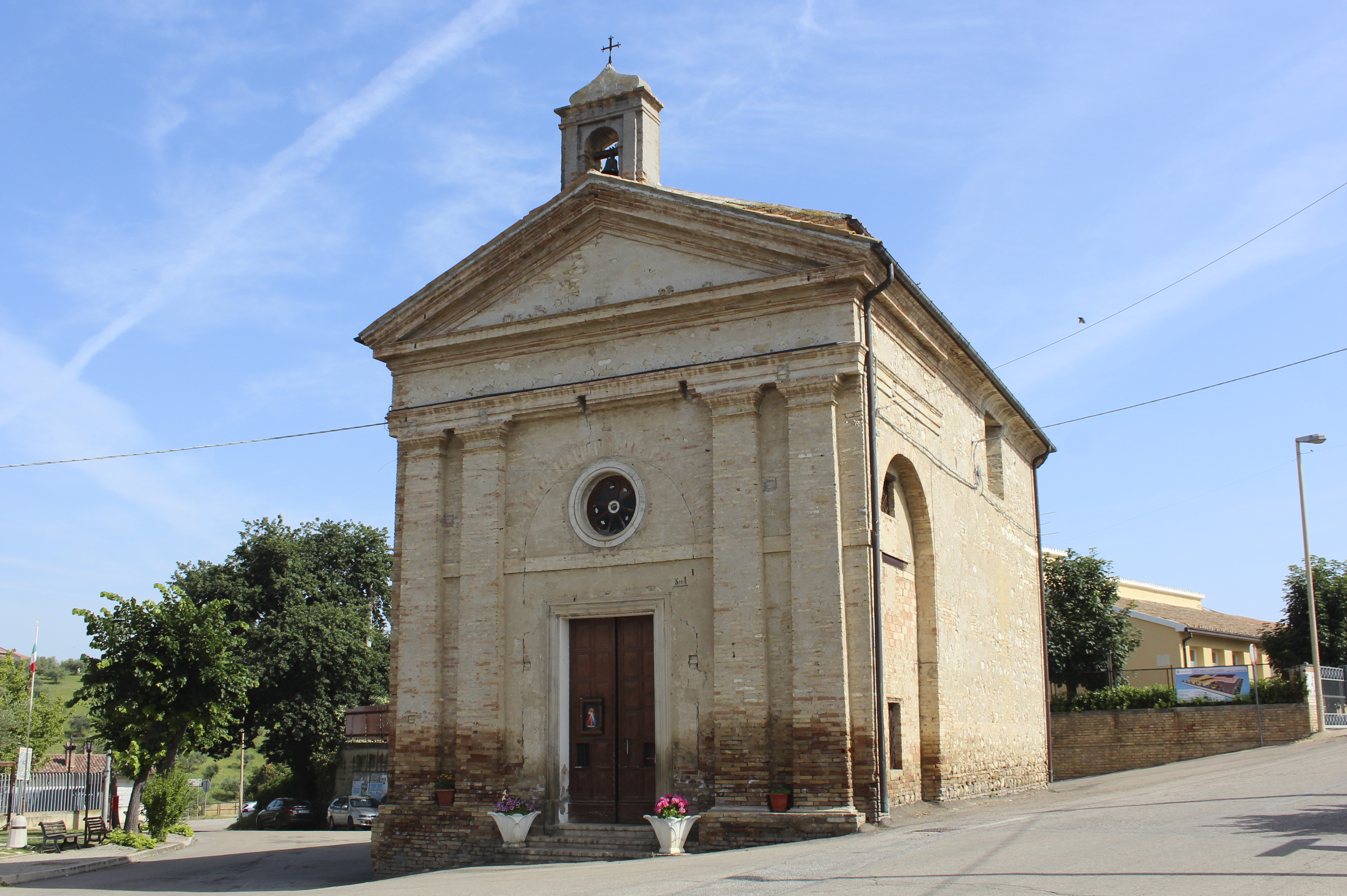
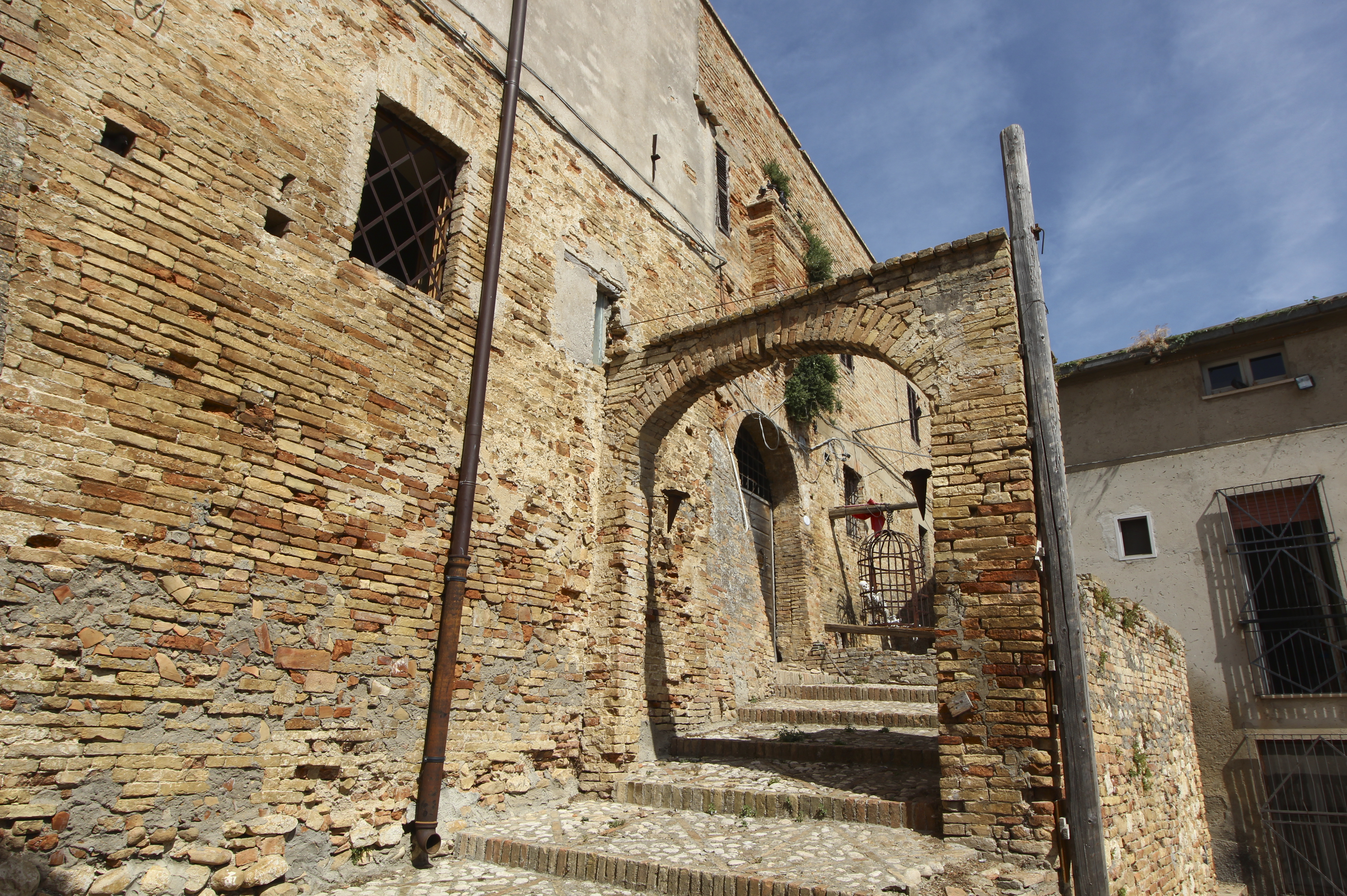